# Гол!
«Гол!» (англ. Goal!) — фильм в жанре спортивной драмы режиссёра Дэнни Кэннона, снятый в 2005 году. Первый фильм из трилогии «Гол!».

## Сюжет
Главный герой фильма Сантьяго Муньес живёт и работает в Лос-Анджелесе. Больше всего на свете он любит играть в футбол. Однажды его игру замечает бывший футболист Глен Фой, который навещал дочь, живущую в Америке. Уезжая обратно домой, Глен обещает Сантьяго, что если тот будет в Великобритании, то его обязательно посмотрит главный тренер команды «Ньюкасл Юнайтед». Сантьяго начинает копить деньги на поездку чтобы осуществить свою мечту — играть в профессиональный футбол. Но его отец, считая, что не стоит «летать в облаках», забирает его сбережения и покупает машину, чтобы они могли работать на своём транспорте, а не взятом в аренду. Но бабушка выручает Сантьяго, и он всё же прилетает в Англию.
После многих трудностей, которые ему приходится испытать, Сантьяго добивается успеха и начинает играть в основном составе команды «Ньюкасл Юнайтед».

## В ролях
| Актёр             | Роль            |
| ----------------- | --------------- |
| Куно Беккер       | Сантьяго Муньес |
| Стивен Диллэйн    | Глен Фой        |
| Алессандро Нивола | Гевин Харрис    |
| Анна Фрил         | Роз Хармисон    |
| Марчел Юреш       | Эрик Дорнхельм  |
| Мириам Колон      | бабушка         |
| Тони Плана        | отец            |
| Зинедин Зидан     | камео           |
| Дэвид Бекхэм      | камео           |
| Алан Ширер        | камео           |
| Фрэнк Лэмпард     | камео           |
| Рауль Гонсалес    | камео           |
| Стивен Джеррард   | камео           |
| Джеймс Милнер     | камео           |
| Рафаэль Бенитес   | камео           |
| Брайан Джонсон    | камео           |
| Гэри Льюис        | Мэл Брэйтуэйт   |

Основным кандидатом на главную роль в фильме долгое время числился Диего Луна, в конечном счёте отдавший предпочтение другим проектам. Режиссёром изначально должен был стать Майкл Уинтерботтом, даже начавший работу над фильмом, но покинувший проект из-за непременного требования продюсеров представить готовый сценарий перед началом съёмочного процесса.